# Noomi Rapace
Noomi Rapace, rodným příjmením Norénová, (* 28. prosince 1979 Hudiksvall, Švédsko) je švédská herečka. Mezinárodní ohlas jí přinesla role hackerky Lisbeth Salanderové ve švédské minisérii Millennium z roku 2010, která byla adaptací trilogie Stiega Larssona. V roce 2011 byla za výkon v prvním dílu série Muži, kteří nenávidí ženy nominována na cenu BAFTA pro nejlepší herečku a za celou minisérii pak na mezinárodní cenu Emmy v téže kategorii.
Postavu Anny ztvárnila v dánském dramatu Daisy Diamond (2007) i norském thrilleru Babycall (2011). Jako cikánská věštkyně Simza Heronová se představila v Ritchieho Sherlocku Holmesovi: Hře stínů (2011). Doktorku Elizabeth Shawovou si zahrála ve sci-fi Ridleyho Scotta Prometheus (2012), Beatrici v kriminálním filmu Pomsta mrtvého muže (2013), Raisu Demidovou v mysteriozním dramatu Dítě číslo 44 (2015) a sedm sester sdílejících identitu bankéřky Karen Settmanové ve Wirkolově thrilleru 7 životů (2017).

## Soukromý život
Narodila se v gävleborgském Hudiksvallu do rodiny švédské herečky Niny Norénové (rozené jako Kristina Norénová, nar. 1954) a španělského flamencového zpěváka Rogelia Durána (1953–2006), pocházejícího z Badajozu. O otci prohlásila, že měl částečně rumunský původ, ačkoli si tím nebyla zcela jistá.
V letech 2001–2011 byla vdaná za švédského herce Olu Norella (narozeného jako Pär Ola Norell). Do manželství se roku 2003 narodil syn Lev Rapace.

## Výběr filmografie
- Muži, kteří nenávidí ženy (2009)
- Dívka, která si hrála s ohněm (2009)
- Dívka, která kopla do vosího hnízda (2009)
- Na druhé straně (2010)
- Sherlock Holmes: Hra stínů (2011)
- Prometheus (2012)
- Špinavý prachy (2014) (The Drop)
- Dítě číslo 44 (2015)
- V utajení (2015)
- 7 životů (2017) (What Happened to Monday, Seven Sisters)